# 時間標準
某个时间系统的时间标准又称时间基准，是定义如何测量时间的一种规范，具体包括测量时间间隔的尺度基准和定义起始时刻的参考基准。时间基准的确定依赖于某些人工或自然的周期性现象，这些现象可以是钟、表等机械的往复运动，或是地球及其他天体的自转和公转现象，又或是由晶体、原子或脉冲星发出的脉冲信号等，但必须满足连续、稳定且可复现的条件。其中，能够通过精确的计时工具直接测得的时间标准被称为原时或固有时间，在相对论框架下计算得的时间标准则被称为類時。

## 历史

### 19世纪－20世纪初：世界时的形成

#### 标准子午线的确定
在19世纪，“世界时”一词被用于指称一种与“地方时”相对的、不随使用者的所在地而变化的约定的时间标准。当时，确定时间标准的最精确的方法是通过天文观测来确定某一天体经过观测者所在位置的子午线的时刻。因此，世界时这一概念不可避免地会与标准子午线联系在一起。而在当时，不同海图所使用的标准子午线却并不相同：奥斯陆、哥本哈根、那不勒斯、巴黎、斯德哥尔摩等城市所在的子午线都曾作为标准子午线出现。格林尼治子午线作为标准子午线的历史开始于1767年，当时英国航海天文历将穿过格林尼治天文台的经线作为其星历表中的标准子午线。1871年8月，召开于安特卫普的第一届国际地理大会建议将格林尼治子午线作为所有海图的零度经线。后在1875年，召开于罗马的第二届国际地理大会继续建议，以英国采用米制单位为条件，法国可以考虑使用格林尼治子午线作为其标准子午线。
1876年，加拿大工程师斯坦福·佛莱明发表了一篇提议使用世界时的文章。最初，他将这类世界时称为“cosmopolitan time”，随后在其陆续发表的几篇文章中他对进这一概念行了补充了。他认为，世界时应当是能以“共同的（common）”“普遍的（universal）”“非地方的（non-local）”“一致的（uniform）”“绝对的（absolute）”“全世界的（all world）”“地球的（terrestrial）”或“世界性的（cosmopolitan）”来描述的时间，“宇宙时（cosmic time）”一词也曾在他的文章中出现。然而，弗莱明并不同意将格林尼治子午线作为标准子午线，原因是这种做法过于政治敏感。最终，他赞成将与格林尼治子午线相隔180度的经线作为标准子午线，这条子午线大致与今天的国际日期变更线相当。
1880年，英国将格林尼治平时（英語：Greenwich Mean Time，缩写：GMT）确定为英国的法定时间。随后在1883年，美国和加拿大的铁路系统也采用了以格林尼治子午线作为零时区的时间系统。同年，召开于罗马的第七届国际大地测量大会通过了相关决议：提议将格林尼治子午线作为本初子午线、将格林尼治正午作为世界时中一天的起点、以从0时到24时的方式计算世界时等等。1884年召开于华盛顿的国际子午线会议亦通过了类似的决议，同时还确定了世界时是平太阳时、世界时的起算时刻是本初子午线的平子夜等等。

#### 起算时刻的确定
尽管1884年召开的国际子午线会议决定世界时中的一天是从子夜起算，但天文学家依然沿用着从正午开始量测世界时的习惯，格林尼治平时即为这一从正午起算的时间标准。然而在1925年年初，英国航海天文历决定将1924年的12月31.5日作为1925年的1月1.0日，加入12小时以将该时间标准的起算时刻从正午改为子夜。对这一新的时间标准，英国航海天文历沿用了格林尼治平时的称呼，而美国星历表则将其称为“格林尼治民用时（英語：Greenwich Civil Time，缩写：GCT）”。为避免混淆，原本从正午起算的时间标准后被成为“格林尼治天文时（英語：Greenwich Mean Astronomical Time，缩写：GMAT）”。
1928年，国际天文联合会（IAU）提议以“世界时（英語：Universal Time，缩写：UT）”代替出现在星历表中的GMT或GCT，这也是“世界时”第一次出现在“官方”场合。在1935年，IAU决定正式弃用格林尼治民用时，改以世界时作为时间标准。至此，世界时的维持仍是通过天文观测的手段进行，这种方式后来被电子钟取代。到1956年，IAU确定了三类世界时的标准：UT0、UT1和UT2，三者间存在细微的差别，其中UT2在当时被作为无线电时间信号的标准来使用。

### 20世纪初－20世纪70年代：广播时间信号与协调时间
随着电报在19世纪的普及，世界上首个规律的广播时间信号在1904年出现。1919年，国际时间局（BIH）在巴黎成立，其职责是公布广播无线电信号所使用的时间与通过天文观测维持的时间标准之间的差异。但在20世纪初，不同国家使用的广播时间信号间仍然存在差别。1959年召开的世界无线电通信大会意识到了这一问题，因此他们决定让国际无线电咨询委员会（CCIR）对其进行研究。同年，格林尼治天文台、英国国家物理实验室与美国海军天文台达成了建立一种统一的、基于UT2和原子时的时间与频率传送基准的协议，并自1960年1月1日开始使用。该时间基准也被非正式地称为“协调世界时”。随后，其他国家的时间实验室也逐渐参与到这一项目中。到1961年，国际时间局开始接管这一工作。
1963年，CCIR在其发布的第374号建议案中给出了首个对协调世界时作出定义的国际规范，国际时间局则在1965年开始以当时的原子时A3（国际原子时的前身）来计量UTC。但由于UTC与原子时存在的频偏问题以及其时间单位与国际单位制下的秒长的不一致性，其后几年UTC经历了多次的调整。直到1970年，CCIR发布了第460号建议案，对上述两个问题进行了修正，且要求加入跳秒机制使UTC与原有世界时的偏移被控制在1秒以内，UTC的定义才得以稳定下来。这一新的UTC系统自1972年的1月1日零时开始使用，并沿用至今。

## 与地球自转相关的时间标准

以黄线（测站的地方子午圈），其与平春分点（灰色箭头）之间的夹角即为地方平恒星时（LMST）；类似地，红线（格林尼治天文台的地方子午圈）与平春分点的夹角为格林尼治平恒星时（GMST）

### 恒星时
恒星时是根据恒星的周日視運動而建立的时间基准。在这一时间基准中，春分点连续两次经过某地上子午圈的时间间隔被称为一个恒星日，长度约为23时54分04秒，其他的时间单位（如时、分、秒等）再由恒星日划分而得。其中，根据真春分点的运动定义的恒星时被称为真恒星时（又称视恒星时，缩写：AST）。但受到地球章动的影响，真春分点的运动速率存在变化，由此定义出的真恒星时并非稳定的时间系统。因此，可以取真春分点的平均运动状态定义出匀速运动的平春分点，并由平春分点定义出平恒星时（英語：Mean Sidereal Time，缩写：MST）。真恒星时和平恒星时的差别在0.8－1.2秒之间。
在天文观测中，恒星时在数值上与春分点相对于本地子午圈的时角相等。对于不同位置的测站，其观测到的恒星时也并非相等。以格林尼治天文台观测到的恒星时，即格林尼治恒星时（英語：Greenwich Sideral Time，缩写：GST）为基准，其他测站观测到的地方恒星时（英語：Local Sidereal Time，缩写：LST）与格林尼治恒星时之间的差异即为测站的天文经度 {\displaystyle \lambda } ：
{\displaystyle {\text{LST}}-{\text{GST}}=\lambda }

由于对恒星的测量较对太阳的测量精度更高，在天文观测中亦常以恒星时作为时间标准。

均时差的周期性变化，横轴为年积日

### 太阳时
与恒星时类似，太阳时是根据太阳的周日視運動而建立的时间基准，一个太阳日被定义为太阳连续两次经过某地上子午圈的时间间隔。类似地，根据真太阳的运动定义的太阳时被称为真太阳时，其速率受到地球公转速度的不均匀性以及黄道面与赤道面的偏差的影响。因此，亦可取一个在赤道面上运动，且运动速率等于真太阳在赤道上的运动速率分量的平均值的理想模型作为“平太阳”，并根据平太阳的运动定义出平太阳时。真太阳时与平太阳时之间的偏差又被称为均時差，其数值在-14分24秒至+16分21秒间变化，变化的周期为一年。

#### 民用时
民用時亦是根据平太阳时建立的时间基准，最早由英国航海天文历自1925年起使用。这一时间基准在平太阳时的基础上后移了12小时，使其参考时刻由正午移至子夜，更符合民用习惯。有时也直接将该民用时直接称为平太阳时。

#### 世界时
世界时是本初子午線上观测到的民用时，也称格林尼治標準時間。现有的世界时有UT0、UT1和UT2三种。其中，UT0是通过天文观测得到的、未经改正的世界时，包含了極移现象给测站位置的变化带来的影响。将测站位置归算到以协议地球极为极点的协议地球坐标系中，即在UT0上加以极移改正 {\displaystyle \Delta \Lambda } 之后，得到的世界时被称为为UT1。UT2则是在UT1的基础上再增加了地球自转速度的季节性改正 {\displaystyle \Delta T}：
{\displaystyle {\text{UT1}}={\text{UT0}}+\Delta \Lambda }
{\displaystyle {\text{UT2}}={\text{UT1}}+\Delta T}
UT1是以协议地球坐标系在空间中的运动为基础建立的，反映了协议地球坐标系真实的自转状态。因此，UT1在大地测量学中是基础的时间基准，且是地球坐标系与天球坐标系的转换参数。

## 与天体运动相关的时间标准

### 历书时
历书时（英語：Ephemeris Time，缩写：ET）是建立在牛顿力学上的均匀的时间基准，亦称为牛顿时（英語：Newtonian Time），是力学时的一种。1948年，美国天文学家杰拉德·莫里斯·克莱门斯提出建立历书时以避免世界时中因日长变化造成的不均匀性，更准确地描述天体的运动。历书时在1952年－1976年间被国际天文联合会采用为天文计算中的时间标准，并在1956年－1967年间同时作为国际单位制中的时间标准。历书时的时间间隔以秒为基本单位，一秒被定义为1900年1月0.5日所对应的回归年长度的1/31 556 925.9747；其起始时刻则被定义为世界时中的1900年1月0日12时。在历书时中，秒长的定义不随时间而变化，因此历书时的时间长度是严格一致的。
历书时的维持方式是将观测得到的天体位置与历书时计算得到的星历表进行比较，实际中的观测对象则是月球的运动。由于计算中使用的月球星历的改动，根据这些星历求得的历书时被分为ET1、ET2和ET3三个版本，这就使得不同版本的历书时出现了不连续的问题。在1967年，国际单位制采用的时间标准由历书时变为原子时。后在1976年，国际天文联合会也决定自1984年起以力学时取代历书时。

### 相对论力学时

质心坐标时（TCB）、地心坐标时（TCG）、质心力学时（TDB）、地球时（TT）与国际原子时（TAI）之间的关系

#### 地球力学时与质心力学时
- 地球力學時（法語：Temps Dynamigue Terretre，缩写：TDT）建立在国际原子时的基础上，其秒长与国际原子时的秒长相等，起始时刻则被定义在历书时的1977年1月1日0时（JD 2443144.5 ），以保证力学时系统和历书时系统的连续性。地球力学时的提出是为了弥补牛顿力学框架下定义的时间基准的不足。从定义上看，地球力学时也可被视作是在大地水准面上实现的、与国际单位制的秒长相一致的理想原子时。在1991年召开的第21届国际天文联合会大会上，地球力学时被重新命名为地球时（英語：Terrestrial Time，缩写：TT）。地球时继承了起始时刻历书时与国际原子时的不一致性，其与国际原子时的转换关系如下：

{\displaystyle {\text{TT}}-{\text{TAI}}=32.184\,{\text{s}}}
- 质心力学时（英语：Barycentric Dynamical Time）（缩写：TDB）的定义与地球力学时类似，所不同的是质心力学时是在解算太阳系质心坐标系统中的运动方程时被使用。在定义质心力学时的时候，为了使质心力学时和地球时之间不出现较大的差异，国际天文联合会要求两个时间系统的只存在周期项而非长期项的差别，具体的定义公式如下：

{\displaystyle {\text{TDB}}-{\text{TT}}=\rho +{\frac {\mathbf {V} _{e}(\mathbf {X} -\mathbf {X} _{0})}{c^{2}}}}
上式中的 {\displaystyle \rho =0.001\,658\,{\text{s}}\cdot \sin {M}+0.000\,014\,{\text{s}}\cdot \sin {2M}} 为与地球在公转轨道上的平近点角 {\displaystyle M} 相关的周期项，{\displaystyle \mathbf {V} _{e}}为地球在太阳系质心坐标系中的公转速度，{\displaystyle \mathbf {X} } 和 {\displaystyle {\textbf {X}}_{0}} 则分别是测站和地球在太阳系质心坐标系中的位置，{\displaystyle c} 为光速。

#### 地心坐标时与质心坐标时
- 地心坐标时（英语：Geocentric Coordinate Time）（缩写：TCG）是与地球质心处在相同时空框架下的时间基准，与地球重力场所产生的相对论效应无关，在对地球的岁差和章动、人造卫星与月球轨道的计算中作为独立变量出现。通俗地说，地心坐标时是摆放在地球质心的时钟所标示的时间。地心坐标时与地球时的转换关系如下，其中比例系数 {\displaystyle L_{G}=6.969\,290\,134\times 10^{-10}}：

{\displaystyle {\text{TCG}}-{\text{TT}}=L_{G}\cdot \Delta t}
- 质心坐标时（英语：Barycentric Coordinate Time）（缩写：TCB）的定义与地心坐标时类似，不同的是质心坐标时所处的时空框架位于太阳系的质心。质心坐标时进一步消除了太阳和其他行星的引力场带来的相对论效应以及地球的公转运动带来的相对论效应，在编制行星星历时作为独立变量出现。日心坐标时与地球时的转换关系如下，其中比例系数 {\displaystyle L_{B}=1.550\,519\,767\,72\times 10^{-8}}：

{\displaystyle {\text{TCB}}-{\text{TT}}=L_{B}\cdot \Delta t+\rho +{\frac {\mathbf {V} _{e}(\mathbf {X} -\mathbf {X} _{0})}{c^{2}}}}
上式中的 {\displaystyle \Delta t} 为当前时刻与1977年1月1日0时（JD 2443144.5 ）的时间差。

## 与谐波振荡相关的时间标准

### 原子时
原子时（英語：Atomic Time，缩写：AT）是以原子的能级跃迁为基础建立的时间基准。由于原子的能级跃迁发出的电磁波频率稳定且容易复现，因此较通过地球自转和行星公转建立的时间基准更为准确和稳定。现今原子时的具体标准在1967年由第十三届国际计量大会确定，原子时中的秒长被定义为高度在海平面上、处于零磁场的铯-133在原子基态下两个超精细能级之间跃迁辐射9,192,631,770周所持续的时间，而起点则被定义为UT2的1958年1月1日0时。但事后比对发现，原子时在起始时刻与UT2实际相差了0.0039秒，即
{\displaystyle {({\text{AT}}-{\text{UT2}})}_{1958.0}=-0.0039\,{\text{s}}}
采用其他类型的原子钟（如铷原子钟或氢原子钟）亦可定义出不同的原子时标准，广义的原子时也可指这类以原子跃迁的稳定频率为时间基准的时间系统。

#### 国际原子时
国际原子时（法語：Temps Atomique International，缩写：TAI）的提出是为了消除通过不同原子钟定义的原子时的不一致性，最初由国际时间局在1971年建立。1987年国际时间局被裁撤后，TAI被交由国际计量局维持。国际计量局每个月收集一次分布于全球约240台原子钟所给出的时间偏差，根据各原子钟的性能对其进行加权平均，经统一处理后得出高稳定度的时间尺度。

#### 协调世界时
协调世界时（英語：Coordinated Universal Time，缩写：UTC）是一类世界统一的时间与频率传输标准。现行的UTC由国际电信联盟在2002年定义，并由国际计量局和国际地球自转服务共同维护。在该定义下，UTC与国际原子时的速率相同且数值上相差整数秒，与UT1的偏差则通过闰秒机制被控在0.9秒以内。

#### 卫星导航系统使用的原子时
卫星导航系统使用的时间标准通常是由地面控制系统和卫星中的原子钟共同维护的一类原子时，如GPS使用的GPS时等。这类时间标准的初始时刻被定义为UTC下的某一时刻，频率则与UTC、TAI及国际单位制下的秒长相同。然而，由于维护TAI所使用的原子钟与卫星导航系统并不一致，实际上卫星导航系统使用的原子时的频率与UTC会存在微小的差别。另外，卫星导航系统使用的原子时通常不含闰秒，因此其与UTC的偏差会随着时间的推移逐渐增大。现行的各类卫星导航系统所使用的原子时及其初始时刻如下：
| 卫星导航系统                | 其时间系统的初始时刻（UTC） |
| --------------------------- | --------------------------- |
| 全球定位系统（GPS）         | 1980-01-06 00:00:00         |
| 全球导航卫星系统（GLONASS） |                             |
| 伽利略定位系統（Galileo）   | 1999-08-22 00:00:00         |
| 北斗卫星导航系统（BDS）     | 2006-01-01 00:00:00         |

## 拓展阅读
- Blair, Byron Emerson. Time and frequency: theory and fundamentals. （页面存档备份，存于） Vol. 140. US National Bureau of Standards, 1974.
- McCarthy, Dennis D., and P. Kenneth Seidelmann. Time: from Earth rotation to atomic physics. Cambridge University Press, 2018. ISBN 978-1-107-19728-2.
- Seidelmann, P. Kenneth, ed. Explanatory supplement to the astronomical almanac. University Science Books, 2006. ISBN 978-1-891-38945-0.

## 外部連結
- 时间标度的定义 （页面存档备份，存于）（英文）
- 天文学中使用的時間系统（页面存档备份，存于）（英文）